# Syanie Dalmat
Syanie Dalmat est une  journaliste sportive française spécialisée dans la couverture du football.

## Biographie

### Enfance, jeunesse et formation
Originaire de la Martinique, elle grandit à Aulnay-sous-Bois (Seine-Saint-Denis) et après le baccalauréat entreprend une école de journalisme, tout en exerçant des travaux annexes. Après une année en faculté, elle collabore avec le quotidien France-Soir jusqu’en 2012, année où elle rejoint L’Équipe en tant que pigiste, puis en CDD, et où elle est titularisée en 2014.
Syanie Dalmat se prend de passion pour le football au moment de la Coupe du Monde 1998 et entreprend des études qui lui permettent en 2012 d'intégrer la rédaction du quotidien sportif L'Équipe, dans un milieu très masculin, où elle couvre à la fois le football féminin et des équipes masculines. Elle déplore la faible diversité sociale et d'origine du monde journalistique.
Depuis 2021, elle est licenciée au Bondy Cécifoot Club où elle joue au futsal mais collabore aussi avec l'équipe de cécifoot.
Tout en reconnaissant l'écho plus important de la pratique féminine du football durant la décennie 2010, elle plaide pour un développement encore plus important de celle-ci alors que la Fédération compte seulement 10 % de licenciées en France.